# ダミエッタ包囲戦 (1218年–1219年)
1218年から1219年にかけてのダミエッタ包囲戦は、アイユーブ朝のアル＝カーミルが支配していたエジプトのダミエッタを第5回十字軍が奪取した戦いである。
ナイル川河口に位置するエジプトの主要港湾都市ダミエッタは、第5回十字軍の最初の標的であった。十字軍はここを拠点として、北のアッコと南のスエズからイェルサレムを挟撃する計画を立てていた。またダミエッタの奪取は、十字軍の資金確保や、地中海におけるムスリム勢力を弱めるといった目的もあった。

## 攻撃の準備
1218年5月下旬、アッコにいた十字軍がダミエッタに向け出帆した。5月27日に最初の艦船がダミエッタに到達したが、本軍の指揮官たちは準備に時間をかけたり嵐に見舞われたりして到着が遅れた。ダミエッタ攻略に参加する十字軍は、テンプル騎士団、聖ヨハネ騎士団、フリースラントやイタリアの艦隊、その他数多くの指揮官たちが率いてきた部隊によって構成されていた。

## 包囲戦

### 十字軍の到達
ダミエッタに十字軍の本軍が到着するまでは、ザールブリュッケン伯シモン3世が十字軍の先鋒隊を率いることになった。彼の指揮の元で、十字軍は5月29日には「一切血を流すことなく」上陸に成功した。その後、残りの十字軍艦船も続々とダミエッタに到達した。

### ダミエッタの塔
十字軍がまず着手したのは、ナイル川を塞ぐように立ってダミエッタ要塞を防衛していた塔の攻略だった。しかし川の東側は太い鉄の防鎖が渡され、西側は底が浅かったため、塔に近づくのは困難だった。6月24日以降、十字軍は何度も塔を攻撃したが、失敗に終わった。そこで十字軍は、攻城用の新たな艦船を製造した。パーダーボルンのオリヴァーの年代記などが記録するところによれば、これは2隻の船を繋ぎ、4本のマストとともに攻城塔が載せられ、上部には敵城へ乗り移るための渡り板が備え付けられるといったものであった。敵が矢や火で攻撃してくるのに備え、船の設備は動物の革で覆われた。8月24日、この攻城船から十字軍兵士がダミエッタの塔に突入し、翌日にはついに守備兵を降伏させた。これにより、十字軍はダミエッタ要塞攻略への道を切り開くことができた。

### ダミエッタ要塞と都市の攻略
ダミエッタは、3重の城壁や28の塔、そして濠によって厳重な防衛体制が築かれた都市だった。
川の塔を攻略した十字軍艦隊と陸上部隊は、川からダミエッタを攻撃した。しかしアイユーブ朝軍が川に船を沈めて封鎖していたため、十字軍は長時間かけて古い運河を再整備し、ようやくダミエッタの包囲を完成させた。さらに、十字軍は冬の到来、嵐、疫病、指揮官同士の内紛に苦しめられた。
9月、ペラギウス枢機卿やアルバーノ司教、使徒座使節らが十字軍の駐屯地に到着し、軍の指揮をとるイェルサレム王ジャン・ド・ブリエンヌらに対し、教会に指揮権を譲るよう要求し始めた。この内紛に加え、十字軍は1218年11月に嵐に見舞われ、数隻の船と補給物資を失ってしまった。
しかし翌1219年2月25日に吉報が入ってきた。突然アル＝カーミルが撤退し、ダミエッタに近い河岸が無防備になったのである。十字軍はただちにこの河岸に進出し、ここを拠点に春夏と優位に戦いを進めた。8月29日、十字軍は敵の陣営に大規模な攻撃を仕掛けたが、アル＝カーミルの軍の反撃を受け失敗した。
まもなく、両陣営の間で一時的な停戦が結ばれたうえで、アル＝カーミル側から和平が申し込まれた。アイユーブ朝はダミエッタ市、聖十字架、エジプトとシリアのすべてのキリスト教徒捕虜をイェルサレム王国に引き渡し、カラク城とモントレアル城のみを維持する、さらにアイユーブ朝がイェルサレムの城壁を修復するための物資を負担する、というもので、十字軍にとって極めて有利な和平案だった。ジャン・ド・ブリエンヌやフランス人・ドイツ人の部隊はこの和平を受け入れようとしたが、ペラギウス枢機卿やテンプル騎士団、聖ヨハネ騎士団、イタリア人たちが反対した。結局十字軍は和平案を蹴り、戦争が継続されることになった。
1219年11月初頭、十字軍はダミエッタ市がほとんど無防備になっていることに気づいた。彼らがダミエッタ入城を果たした時、市内は食糧不足と疫病により既に壊滅状態にあり、戦前に6万人から8万人いた住民は1万人にまで減っていた。わずか3000人まで減ったとしている文献もある。

## その後
十字軍はダミエッタを2年にわたり占領し、その間にモスクを聖堂に改築した。1220年2月2日の聖燭祭の際に、ペラギウス枢機卿がこの聖堂を聖母マリアにささげた。
しかし1221年7月、第5回十字軍はアイユーブ朝に敗れ、ダミエッタを失い、エジプトから追われることとなった。